# Will Seltzer
Will Branch Seltzer (ur. 5 sierpnia 1948 w Los Angeles) – amerykański aktor telewizyjny i filmowy.
Uczestniczył w przesłuchaniach do roli Luke'a Skywalkera w filmie George'a Lucasa Gwiezdne wojny. Wśród kandydatów do roli Luke'a znajdowali się także: Andrew Stevens, Robby Benson, Robert Englund, Charles Martin Smith i William Katt. Rolę jednak otrzymał Mark Hamill.
Zamieszkał w West Coxsackie, w Nowym Jorku z żoną i dwójką dzieci.

## Wybrana filmografia

### Filmy fabularne
- 1976: Baby Blue Marine jako szaregowy Phelps
- 1977: Nie igrać z uczuciami (Handle With Care) jako Warlock
- 1977: The Chicken Chronicles jako Weinstein
- 1978: Zwariowany Andy (The One and Only) jako Eddie
- 1979: Więcej amerykańskiego graffiti (American graffiti 2) jako Andy Henderson
- 1984: Niebezpieczny Johnny (Johnny Dangerously) jako więzień
- 1987: Na całą noc (The Allnighter) jako hotelowy detektyw Ted
- 1989: Czarodziej (The Wizard) jako Putnam
- 1992: Aż po grób (FilmwebHer Final Fury: Betty Broderick, the Last Chapter, TV) jako dr Farrellson
- 1992: Jak nakazuje obowiązek: Cena zemsty (In the Line of Duty: The Price of Vengeance, TV) jako Jeweller

### Seriale TV
- 1974: Hawaii Five-0 jako Victor
- 1974: Shazam! jako Artie
- 1975: Karen jako Adam Cooperman
- 1975: The Bob Crane Show jako Schmidt
- 1976: Mary Hartman, Mary Hartman jako Davey
- 1976: Kiedyś pewien orzeł (Once an Eagle) jako Brewster
- 1977: Barney Miller jako James Thayer
- 1979: Niesamowity Spider-Man (The Amazing Spider-Man) jako Art
- 1979: Hizzonner jako James Cooper
- 1982: Barney Miller jako Andrew P. Jessel
- 1984: Mama Malone
- 1991: Miasteczko Twin Peaks (Twin Peaks) jako Pan Brunston
- 1992: Lucky Luke jako Pan Matthews
- 1992: Miłość i wojna (Love & War) jako Admirał
- 1992: Cywilne wojny (Civil Wars) jako Merrill Penny
- 1993: Getting By jako dr Smalley